# Ambarimaninga
Ambarimaninga is een plaats en commune in het noordwesten van Madagaskar, behorend tot het district Mitsinjo, dat gelegen is in de regio Boeny. Tijdens een volkstelling in 2001 telde de plaats 8.610 inwoners.
De plaats biedt enkel lager onderwijs aan. 90 % van de bevolking werkt als landbouwer en 8 % houdt zich bezig met veeteelt. De belangrijkste landbouwproducten zijn rijst en raffia; andere belangrijke producten zijn suikerriet en maniok. Verder is 2% actief in de dienstensector.